# OBike
oBike یک شرکت سنگاپوری در زمینه اشتراک دوچرخه در چندین کشور است. دوچرخه‌ها ارائه شده این شرکت را با استفاده از یک اپلیکیشن ارائه شده می‌توان یافت و نزدیک‌ترین آن‌ها را با استفاده از بلوتوث باز کرده و پس از سفر نیز آن را قفل کرد. دوچرخه‌های این شرکت به صورت شناور در هر مکانی می‌توان یافت و پس از اتمام سفر در هر مکانی رها کرد. این شرکت کار خود را در فوریه ۲۰۱۷ شروع کرده و اولین نمونه آزمایشی را جوئن ۲۰۱۸ در سنگاپور راه اندازی کرد. شرکت سرمایه‌گذار این طرح یکبار در تجارت خانگی(home market) ورشکسته شد.
این شرکت در ۲۴ کشور جهان از جمله کره جنوبی، مالزی، استرالیا، تایلند، تایوان، آلمان، اتریش، هلند، بلژیک، ایتالیا، انگلستان، سوئیس، فرانسه و سوئد فعالیت دارد.

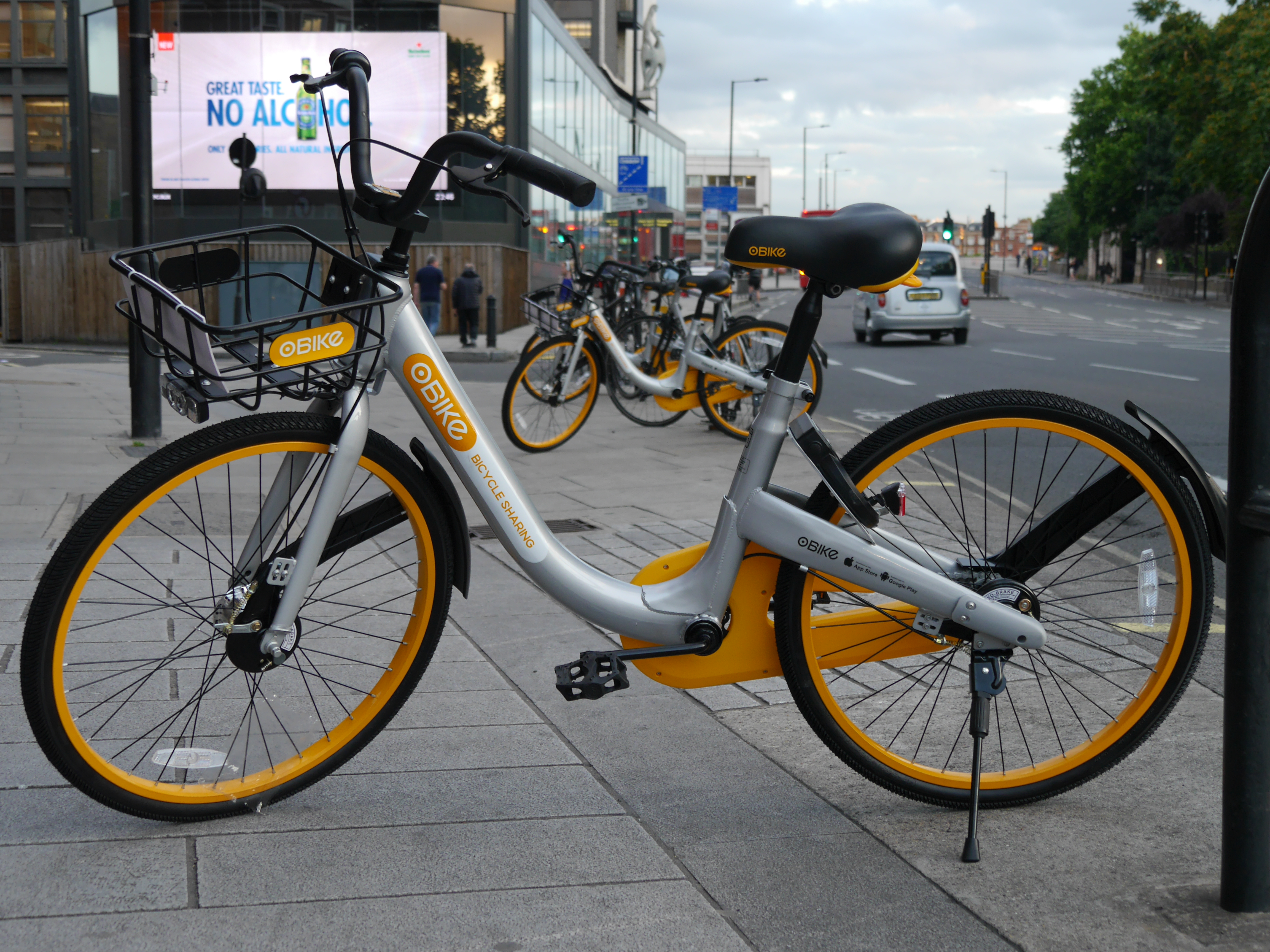
oBikes, Putney Bridge Approach, London, July 2017

## The system

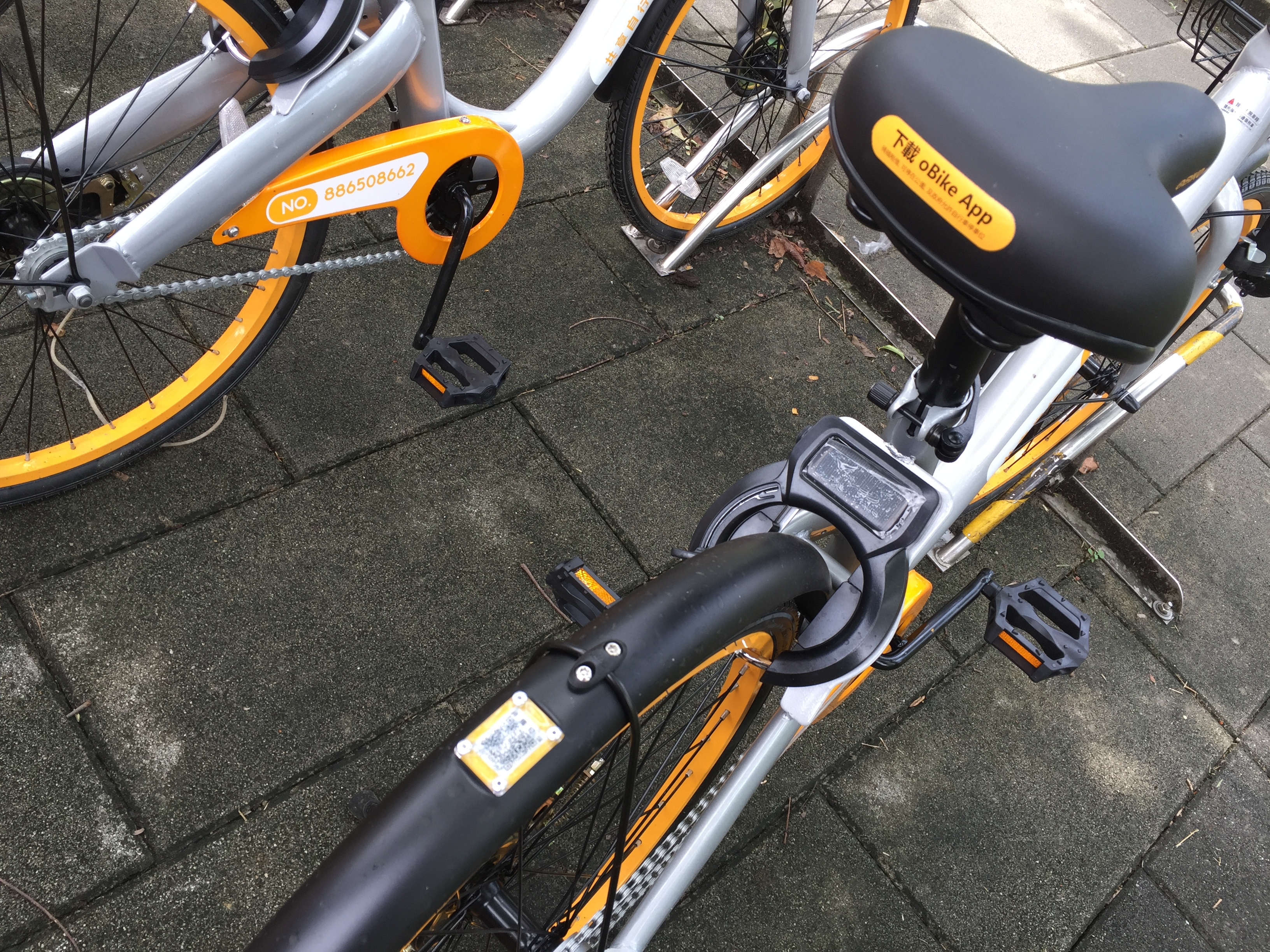
قفل دوچرخه oBike

The bicycles are single speed with a plastic chainguard, short mudguards on both wheels, front and rear rim brakes, and dynamo electric lights.